# Danmark ved sommer-OL 1908
Danmark deltager i Sommer-OL 1908. 78 Sportsudøvere fra Danmark deltog i 8 sportsgrene under Sommer-OL 1908 i London. Danmark kom på en 16. plads med to sølv- og tre bronzemedaljer. 

## Medaljer
| 1908 London | Guld | Sølv | Bronze | Total |
| Danmark     | 0    | 2    | 3      | 5     |

## Medaljevindere
| Danmark ved sommer-OL 1908 i London | Danmark ved sommer-OL 1908 i London | Danmark ved sommer-OL 1908 i London | Danmark ved sommer-OL 1908 i London | Danmark ved sommer-OL 1908 i London |
| Medaljer                            | Udøver | Sport                               | Øvelse                              |                                     |
| ----------------------------------- | --- | ----------------------------------- | ----------------------------------- | ----------------------------------- |
| Sølv                                | Ludvig Dam | Svømning                            | 100 m rygsvømning                   |                                     |
| Sølv                                | Peter Marius Andersen Harald Bohr Charles Buchwald Ludvig Drescher Johannes Gandil Harald Hansen August Lindgren Kristian Middelboe Nils Middelboe Sophus Nielsen Oscar Nielsen Bjørn Rasmussen Vilhelm Wolfhagen | Fodbold                             |                                     |                                     |
| Bronze                              | Anders Andersen | Brydning                            | Græsk-romersk brydning, Mellemvægt  |                                     |
| Bronze                              | Carl Jensen | Brydning                            | Græsk-romersk brydning, Letsværvægt |                                     |
| Bronze                              | Søren Marius Jensen | Brydning                            | Græsk-romersk brydning, Sværvægt    |                                     |

## Links
- http://www.aafla.org/5va/reports_frmst.htm Arkiveret 4. februar 2012 hos  Wayback Machine
- den internationale olympiske komites database for resultater under OL (engelsk)